# ポリエチレン

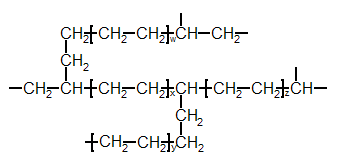
製造法によっては、ポリエチレンは分岐構造をもつ。

ポリエチレン（米: polyethylene、英: polyethene）、略称PEは、エチレンが重合した構造を持つ高分子である。最も単純な構造をもつ高分子であり、容器や包装用フィルムをはじめ、様々な用途に利用されている。
基本的にはメチレン（-CH2-）のくり返しのみで構成されているが、重合法によって平均分子量や分枝数、結晶性に違いが生じ、密度や熱特性、機械特性などもそれに応じて異なる。
一般に酸やアルカリに安定。低分子量のものは炭化水素系溶剤に膨潤するが、高分子量のものは耐薬性に非常に優れる。濡れ性は低い。絶縁性が高く、静電気を帯びやすい。

## 定義
JIS K 6748によると、ポリエチレンはエチレンの単独重合体、エチレンと5mol％以下のα-オレフィレン単量体との共重合体、およびエチレンと官能基に炭素、酸素、および水素原子だけを持つ1mol％以下の非オレフィン単量体との共重合体と定義されている。(-JIA K 6748)

## 分類
ポリエチレンの分類は密度による分類と、製造方法による分類の2種類がある。
組成上は同じポリエチレンであっても、構造によって性質が大きく異なるため、実用上、密度や分子量によって数種類に分類されている。リサイクル識別表示マーク（SPIコード）は高密度ポリエチレンが 2、低密度ポリエチレンが 4 と定められている。
- 高密度ポリエチレン (HDPE, High Density Polyethylene)
比重 0.92 - 0.96、荷重たわみ温度 130 ℃ 以下。

- 低密度ポリエチレン (LDPE, Low Density Polyethylene)
比重 0.91 - 0.92、荷重たわみ温度 100 ℃ 以下。

- 超低密度ポリエチレン (VLDPE, Very Low Density Polyethylene / ULDPE, Ultra Low Density Polyethylene)
比重 < 0.9。

- 直鎖状低密度ポリエチレン (LLDPE, Linear Low density Polyethylene)
比重 < 0.94。

- 超高分子量ポリエチレン (UHMW-PE, ultra high molecular weight-polyethylene)
一般に分子量150万以上。

そのほか、ポリエチレンを部分構造として持つコポリマーも多く開発されている。代表的なものとして、酢酸ビニルとの共重合体であるエチレン酢酸ビニルコポリマー (EVA、Ethylene vinyl acetate copolymer) がある。

架橋反応により網目状の分子間結合させた架橋ポリエチレンというものも存在する。これは熱硬化性樹脂のように加熱しても溶融しなくなるなどの特性が有り、ケーブルなど耐熱性が求められる用途に使われている。

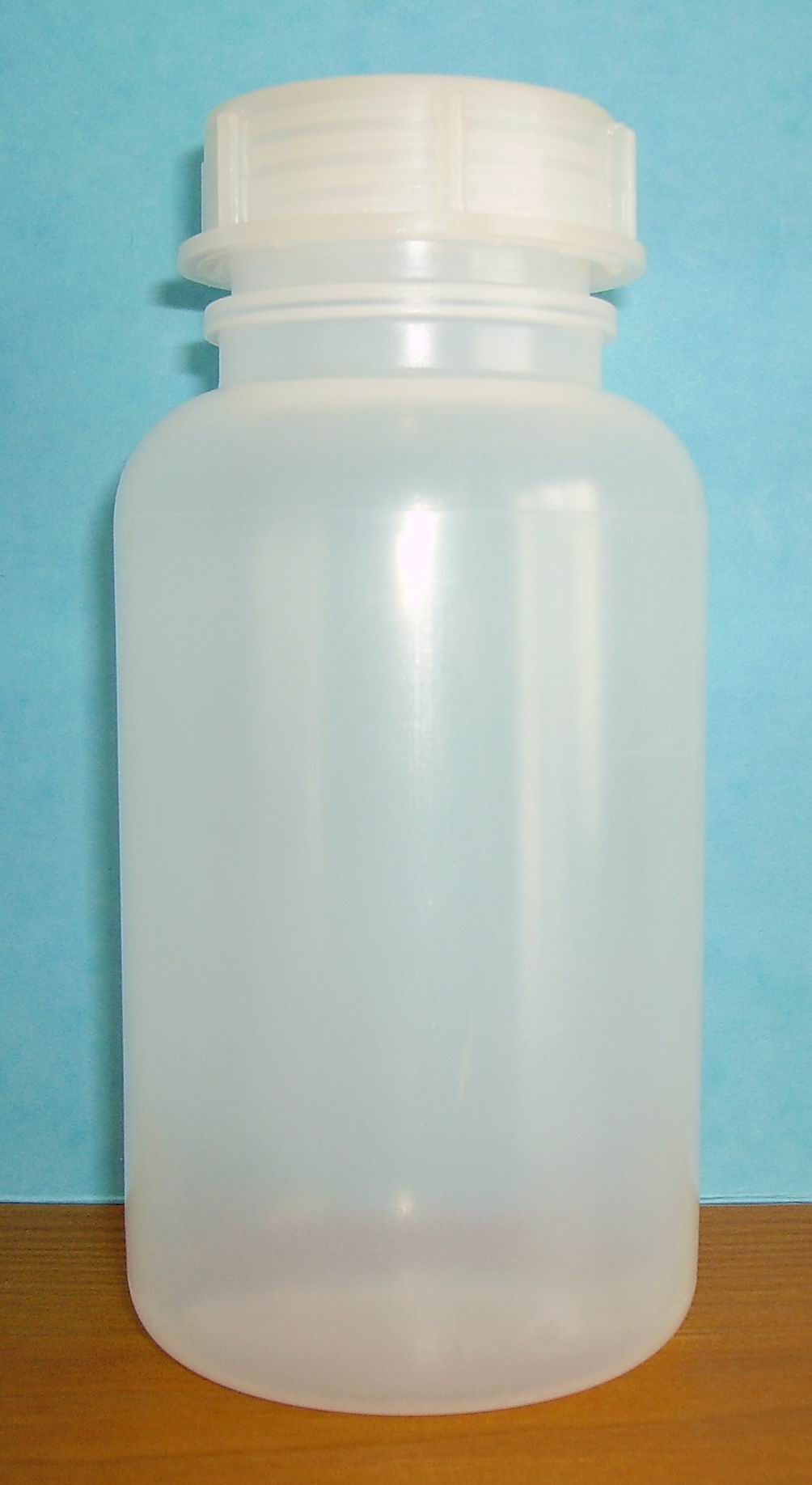
LDPE製ボトル。
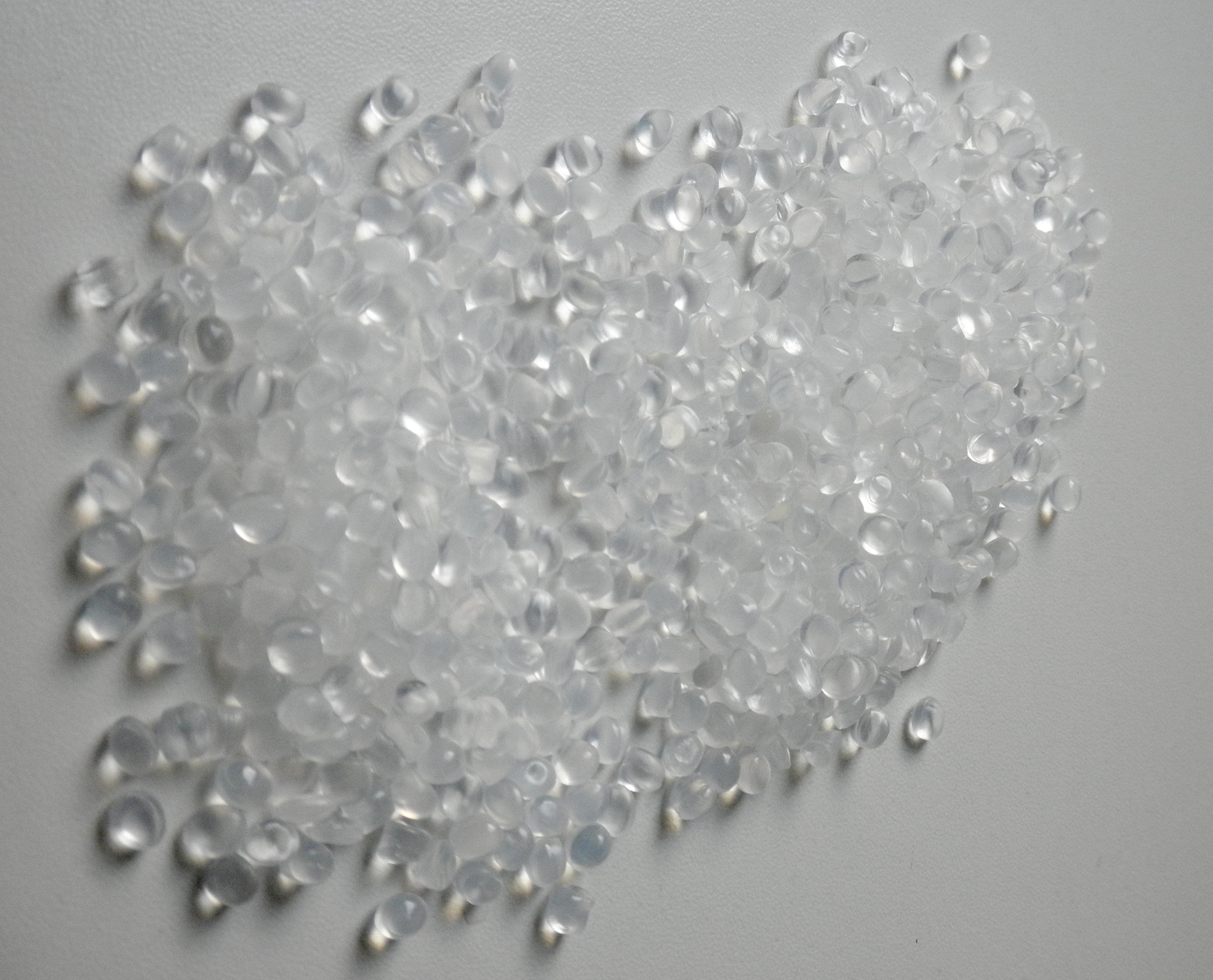
PE粒
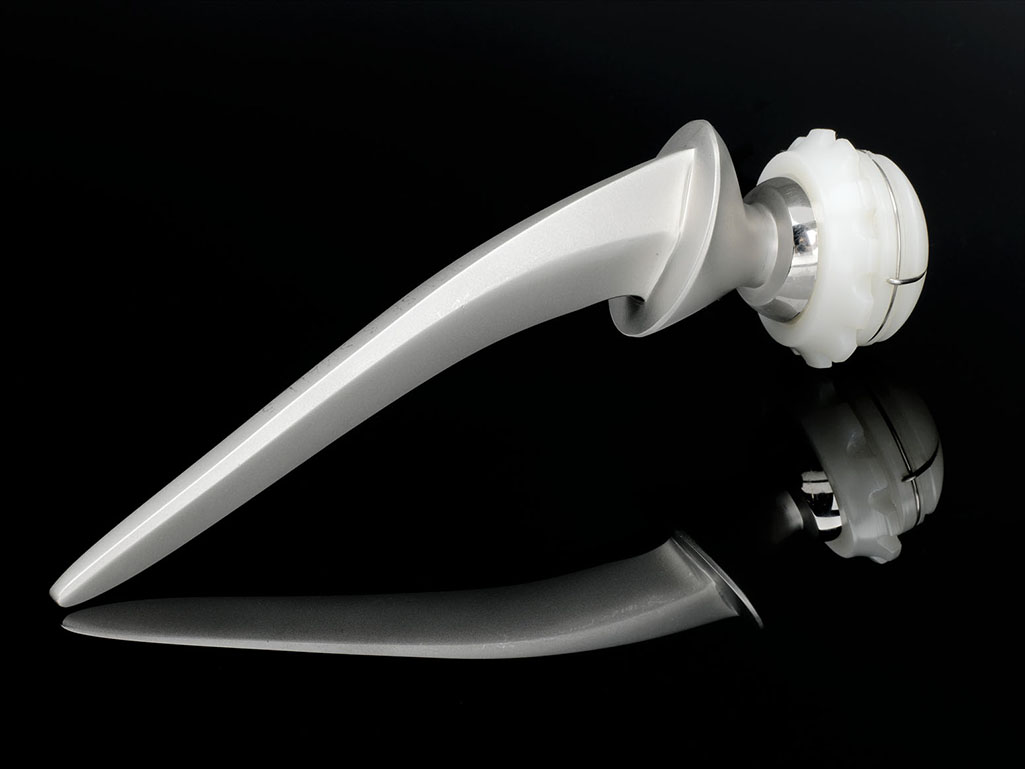
ステンレスとUHMWPE製の人工股関節。
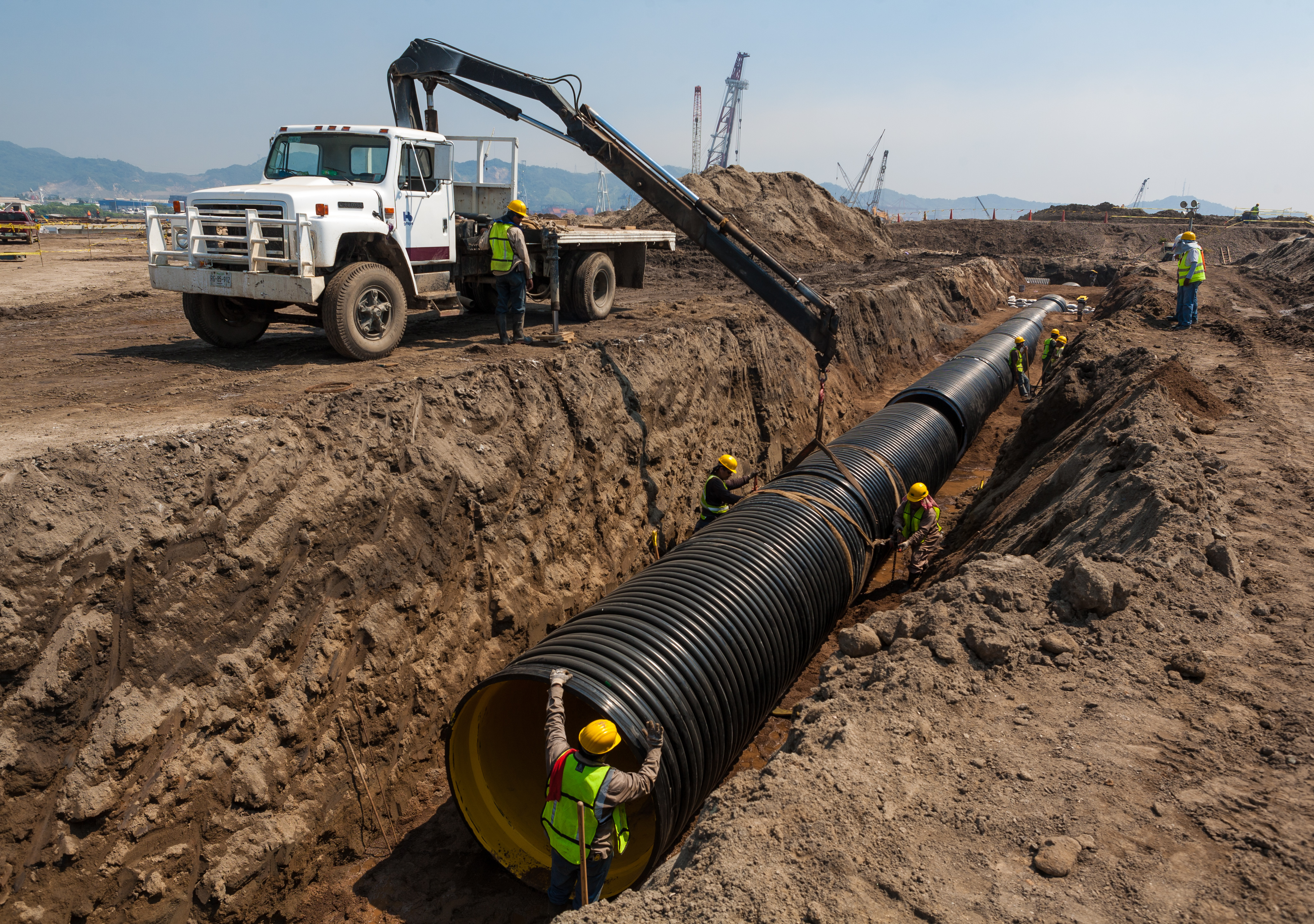
メキシコの排水事業におけるHDPE配管。
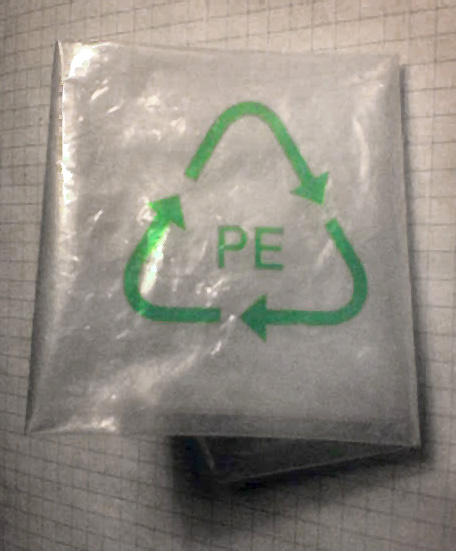
ポリエチレン製バッグ。
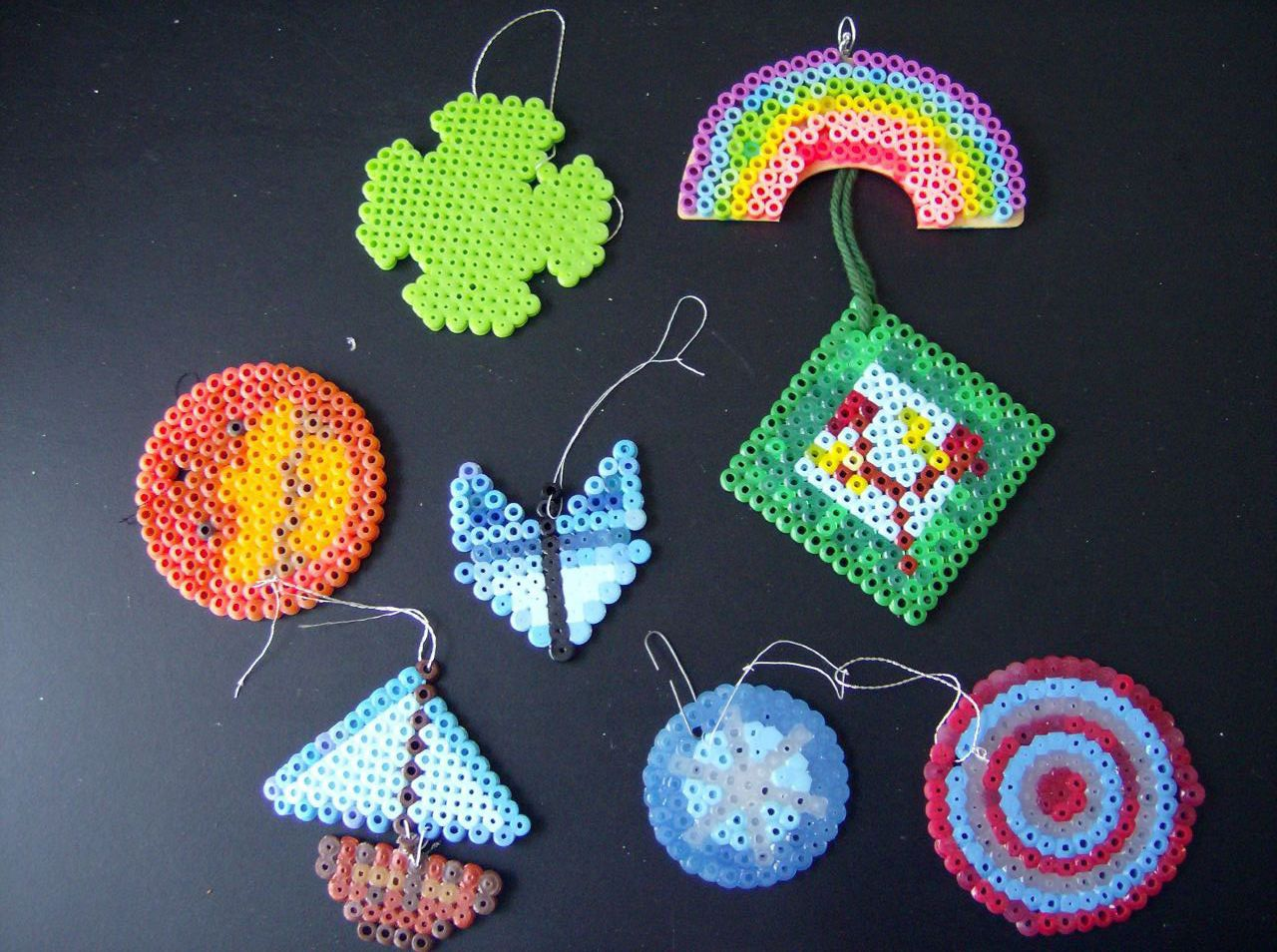
アイロンビーズ

## 歴史
ポリエチレンは1898年、ペヒマンがジアゾメタンを熱分解している際に偶然発見された。
1930年代、ICIの研究者によって酸素を開始剤とする高圧合成法が開発され、工業的な合成が始められた。1951年に米フィリップス石油の研究者らによって酸化クロムが、続いて1953年にドイツのツィーグラーによってチーグラー・ナッタ触媒として知られるハロゲン化チタン系触媒が開発されると、高性能のポリエチレンが安価に製造されるようになり、世界的にポリエチレン製品が広まっていった。
1976年、カミンスキーがメタロセン骨格を持つ触媒を開発し、ポリエチレンの分子量、分岐数などの制御の他、コポリマーの合成も容易となった。
現在では、用途に応じて様々な合成法が利用されている。エチレン (CH2=CH2) を低圧条件（1 - 6気圧）で存在下、あるいは中圧条件（30 - 40気圧）で酸化クロム系触媒存在下で重合させると HDPE に、1,000気圧以上の高圧条件で重合させると分枝が増えて LDPE となる。過酸化ベンゾイルやアゾビスイソブチロニトリルを開始剤としてラジカル重合によって製造することも可能である。